# Dobroudja
1325–1386
Entités précédentes :
- Royaume bulgaro-valaque (Deuxième Empire bulgare)

Entités suivantes :
- Principauté de Valachie puis Empire ottoman

La Dobrogée ou Dobroudja (en bulgare : Добруджа, en roumain : Dobrogea, en turc : Dobruca, Dobrogée dans les documents français anciens,) est une région historique d’Europe, appelée Mésie inférieure puis Scythie mineure dans l’Antiquité, aujourd’hui partagée entre le Sud-Ouest de l’Ukraine (delta du bras de Chilia), l’Est de la Roumanie (Dobroudja du Nord) et le Nord-Est de la Bulgarie (Dobroudja du Sud).

## Géographie

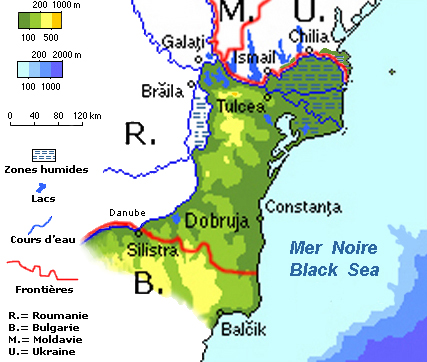
Carte physique et historique de la Dobroudja.

La Dobrogée est une région agricole et touristique, entre le bas-Danube et la mer Noire, d’environ 23 400 km2 :
- au nord, 338 km2 appartiennent à l’Ukraine (îles et delta secondaire du bras danubien de Chilia dans le delta du Danube, et île des Serpents en mer Noire, rattachés depuis 1948 à l’oblast d'Odessa)[3] ;
- au centre, 15 570 km2 appartiennent à la Roumanie (județe de Constanza et de Tulcea, avec les quatre cinquièmes du delta du Danube)[4] ;
- au sud, la Dobroudja du Sud appartient à la Bulgarie. Sa superficie peut être déterminée de deux manières différentes :
  - soit sont prises en compte les superficies des oblasts de Dobritch et de Silistra (considérés comme le « grenier à blé » de la Bulgarie), ce qui donne une superficie de 7 565 km2 ;
  - soit sont considérées les limites du territoire annexé par la Roumanie de 1913 à 1916 et de 1918 à 1940[5], selon le premier traité de Bucarest (territoire parfois appelé en Roumanie « Cadrilater »), ce qui donne une superficie de 7 412 km2.

Le point culminant de la Dobrogée est le pic des Grecs (Vârful Grecilor), dans le massif du Măcin : 457 m. Ce massif, hercynien, aux roches intrusives, effusives et métamorphiques, est entouré par le plateau dobrogéen à soubassements calcaires allant du crétacé au pliocène (visibles au pied des falaises danubiennes ou maritimes, ainsi que dans les vallées les plus creusées et au cap Kaliakra) mais recouvert d’épaisses couches de lœss pléistocène et holocène, dépôt éolien propice à l’agriculture, mais facilement et rapidement érodé sur la côte, au grand dam des propriétaires des villas avec vue sur la mer, qui ont poussé en nombre depuis deux décennies malgré les vains avertissements des géomorphologues et des géologues.
C’est en Dobrogée, à la frontière roumano-bulgare, côté roumain, que se trouve la grotte de Movile, totalement isolée du monde extérieur depuis un demi-million d’années et abritant une faune endémique unique au monde, adaptée au manque de lumière et d’oxygène, et dont le réseau trophique est fondé sur la prolifération de bactéries se nourrissant des matières en suspension dans l’eau.

### Climat
En Dobrogée le climat est continental sec, torride l’été, glacial l’hiver, mais atténué d’influences pontiques. Les précipitations tombent sous forme de jours de pluie au printemps et en automne, de violents et soudains orages en été, de neige en hiver (le blizzard venu de Sibérie les accumule souvent en congères). La végétation est en partie steppique, formation favorisée durant la période turque par l’élevage extensif d’ovins, mais dans le massif du Măcin, autour des limans et le long des cours d’eau (notamment le Danube et son delta) subsistent des forêts d’aulnes, de chênes, de peupliers et de saules, ainsi que de vastes roselières.

### Population
Les principales villes sont les ports de Mangalia (50 000 habitants), Constanța (350 000 habitants) et Tulcea (95 000 habitants) en Roumanie, et les villes de Tutrakan (12 000 habitants) Silistra (40 000 habitants), Dobritch (95 000 habitants) et Baltchik (13 000 habitants) en Bulgarie. Sa population est d’environ 1,3 million d’habitants dont 1 million dans la Dobrogea roumaine et 360 000 dans la Dobroudja bulgare.

Carte topographique.

Carte des aires protégées dobrogéennes, dont la réserve de biosphère du delta du Danube (à cheval sur la Roumanie et l'Ukraine).

| Groupes ethniques     | Dobrogée entière | Dobrogée entière | Dobrogea roumaine | Dobrogea roumaine | Dobroudja bulgare | Dobroudja bulgare |
| Groupes ethniques     | Nombre           | %                | Nombre            | %                 | Nombre            | %                 |
| --------------------- | ---------------- | ---------------- | ----------------- | ----------------- | ----------------- | ----------------- |
| Total                 | 1 180 560        | 100,00           | 897 165           | 100,00            | 283 395           | 100,00            |
| Roumains et Aroumains | 752 197          | 63,72            | 751 250           | 83,70             | 947               | 0,33              |
| Bulgares et Gagaouzes | 192 756          | 16,33            | 58                | 0,01              | 192 698           | 68,00             |
| Turcs                 | 95 463           | 8,09             | 22 500            | 2,50              | 72 963            | 25,75             |
| Roms                  | 24 140           | 2,04             | 11 977            | 1,30              | 12 163            | 4,29              |
| Tatars                | 20 528           | 1,74             | 19 720            | 2,20              | 808               | 0,29              |
| Russes et Lipovènes   | 14 608           | 1,24             | 13 910            | 1,60              | 698               | 0,25              |
| Grecs                 | 1 467            | 0,12             | 1 447             | 0,16              | 20                | 0,01              |
| Ukrainiens            | 1 250            | 0,11             | 1 177             | 0,10              | 73                | 0,03              |

### Agriculture
La Dobrogée roumaine (au nord), dont les sols sont lœssiques, est une terre de pâturage ovin (moutons Mérinos), de vergers et de vignes (vins de Murfatlar). La plaine de la Dobrogée bulgare (sud) est plantée de vastes parcelles de céréales, de plusieurs centaines d’hectares chacune et ayant la particularité d’être séparées par des haies de 10 à 20 mètres de large qui ont été plantées à la fin de l’époque communiste pour ralentir l’érosion des sols. En dépit d’une agriculture de plus en plus intensive, dont les nitrates contaminent les eaux superficielles, ces haies ont une fonction importante d’accueil et de refuge pour la faune utile à l’agriculture. En outre, il existe encore des forêts de chênes verts (Quercus ilex) résiduelles, tant en Roumanie qu’en Bulgarie.

### Environnement

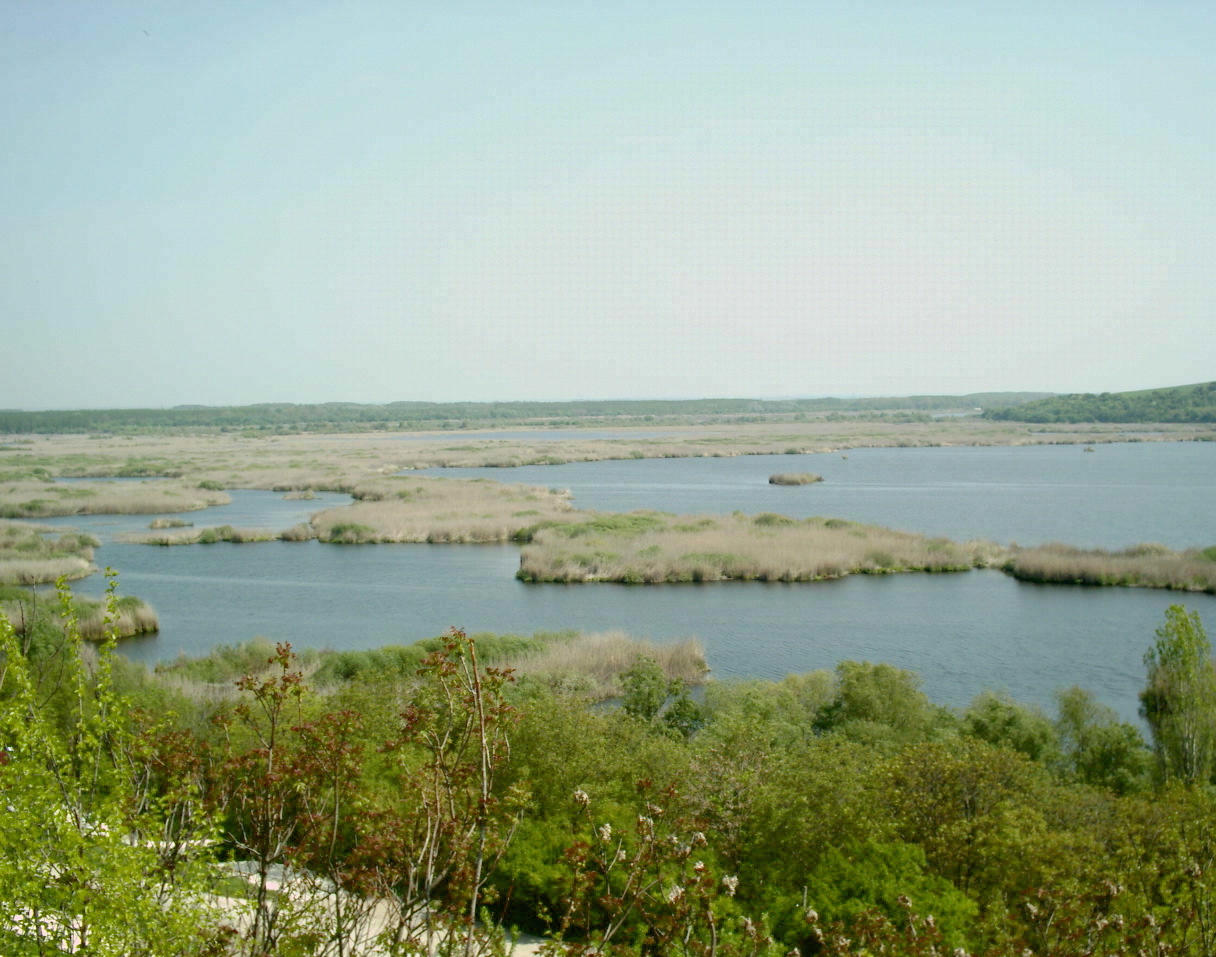
La réserve naturelle danubienne de Srebărna, en Bulgarie.

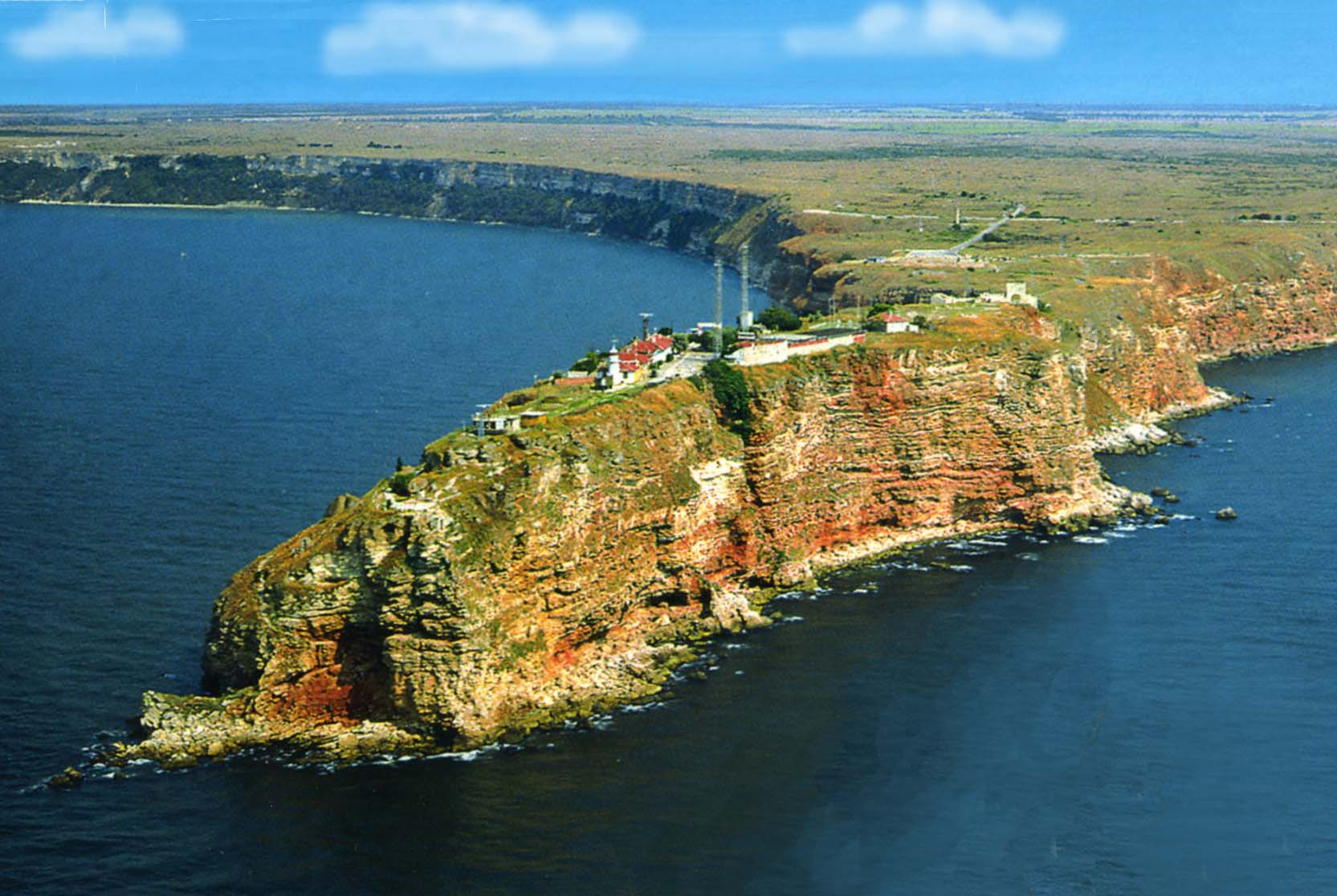
Le cap Kaliakra, en Bulgarie.

La Dobrogée a une faune riche malgré les catastrophes environnementales de l’époque communiste (régime qui promouvait « la lutte de l’Homme contre la Nature »). La partie roumaine comprend le delta du Danube, qui abrite encore de nombreux oiseaux aquatiques (dont des pélicans et en hivernage environ 90 % de la population mondiale de la bernache à cou roux, espèce menacée) et une faune ichtyologique en diminution depuis la privatisation des droits de pêche, tandis qu’une urbanisation de loisirs effrénée, avec tout ce que cela implique comme nuisances, menace l’ensemble des milieux. La réserve de biosphère du delta du Danube, aux moyens réduits, fait ce qu’elle peut pour limiter les dégâts. La situation géopolitique aux frontières orientales de l’Union européenne empêche les deux directeurs de la réserve, l’un roumain et l’autre ukrainien, de collaborer autant qu’il le faudrait, car le point de passage frontalier autorisé le plus proche est à 250 kilomètres vers l’ouest, hors de la Dobrogée et du delta du Danube.
Dans la partie bulgare, les forêts de chênes verts et les haies coupe-vent ont été mieux préservées que dans la partie roumaine, souvent devenue steppique, parfois même semi-désertique à cause de la déforestation. On trouve dans ces haies et ces forêts la buse féroce (Buteo rufinus), la buse pattue (Buteo lagopus) et le faucon émerillon (Falco columbarius) qui contribuent à réguler les rongeurs friands de céréales. La Grande Outarde (Otis tarda) fréquente aussi la Dobrogée. Mais si en Roumanie l’intégralité des zones Natura 2000 proposées par les scientifiques ont été validées par les autorités, en Bulgarie par contre seule la moitié a été validée par le ministère de l’Environnement, qui, de plus, a réduit de moitié la surface proposée pour la réserve naturelle du cap Kaliakra…

## Histoire

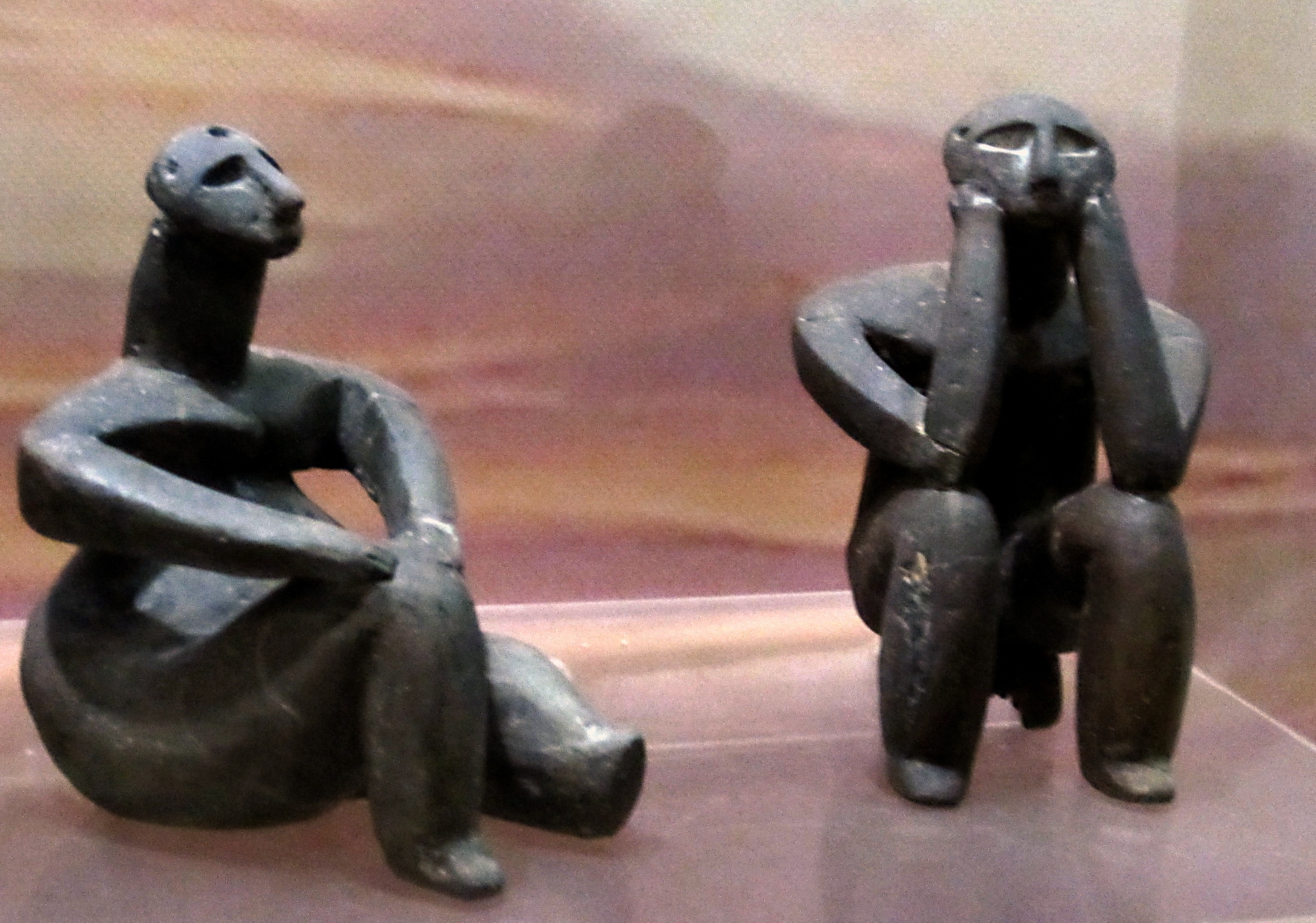
Les « penseurs » de Hamangia.

### Préhistoire, antiquité
Selon Ion Bitoleanu et Adrian Rădulescu, la Dobrogée est habitée depuis le Paléolithique, et les cultures néolithique de Hamangia en Dobrogea roumaine, et chalcolithique de Varna-Durankulak en Dobroudja bulgare IVe millénaire av. J.-C., sont mondialement connues pour leurs sculptures, leurs constructions déjà en pierre et leurs tombes riches en or.
Dans l’Antiquité, la région est habitée par les tribus Daces et Gètes. La population locale, progressivement hellénisée, fait du commerce avec les colonies grecques du Pont Euxin (Dionysoupolis, Callatis, Tomis, Histrios, Argamos) jusqu’à la conquête romaine. Rome contrôle la Mésie pendant sept siècles et l’intègre à la Dacie aurélienne qui, par la christianisation, entre dans la civilisation byzantine.

### Moyen Âge
Selon Ion Barnea et Ștefan Ștefănescu, les migrations des peuples slaves et turcophones (Huns, Avars, Proto-Bulgares, Ouzes, Petchénègues, Coumans, Mongols, Tatars, Ottomans) mettent fin à l’existence des cités gréco-romaines telles Capidava et des ports de la côte, mais d’autres, comme Dorostolon (ou Drăstăr) sur le Danube, se maintiennent à travers les différentes dominations politiques.
À l’issue de la bataille d'Ongal, la Dobrogée est intégrée au Premier État bulgare de 681 à 971, redevient romaine d'Orient (byzantine) de 971 à 1186, puis fait partie du royaume bulgaro-valaque, tant ces deux peuples, Bulgares et Valaques, ainsi que celui turcophone des Coumans et sans oublier les Pontiques de la côte, étaient alors mélangés dans le bassin du Bas-Danube, sur les deux rives du fleuve.

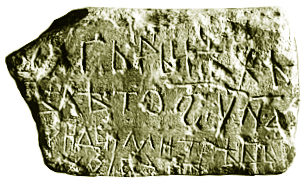
Inscription dobrogéenne de 943, mentionnant un joupan Demetrios, vassal du basileus byzantin.

En 1325 la Dobrogée est mentionnée pour la première fois comme despotat semi-indépendant vassal de l’Empire byzantin, ayant comme prince Balică ou Balko de Dobritch, avec la capitale à Kaliakra près de Karvouna (aujourd’hui Kavarna). En 1346, ses fils, Dobrotitch et Théodore, s’impliquent dans les rivalités dynastiques de l’Empire byzantin comme alliés de l’impératrice Anne de Savoie. En rétorsion à cela, en 1347, l’empereur Jean V Paléologue envoie l’un de ses vassaux, l’émir turc Bahoud d’Umur, en expédition navale contre la Dobrogée. Balică et Théodore perdent la vie dans le naufrage de leur nef amirale et Dobrotitch resté à terre devient le nouveau despote.

La Scythie mineure dans l'Antiquité.

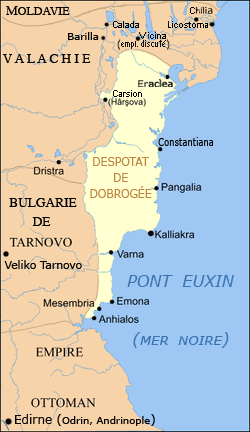
Le despotat de Dobrogée en 1370.

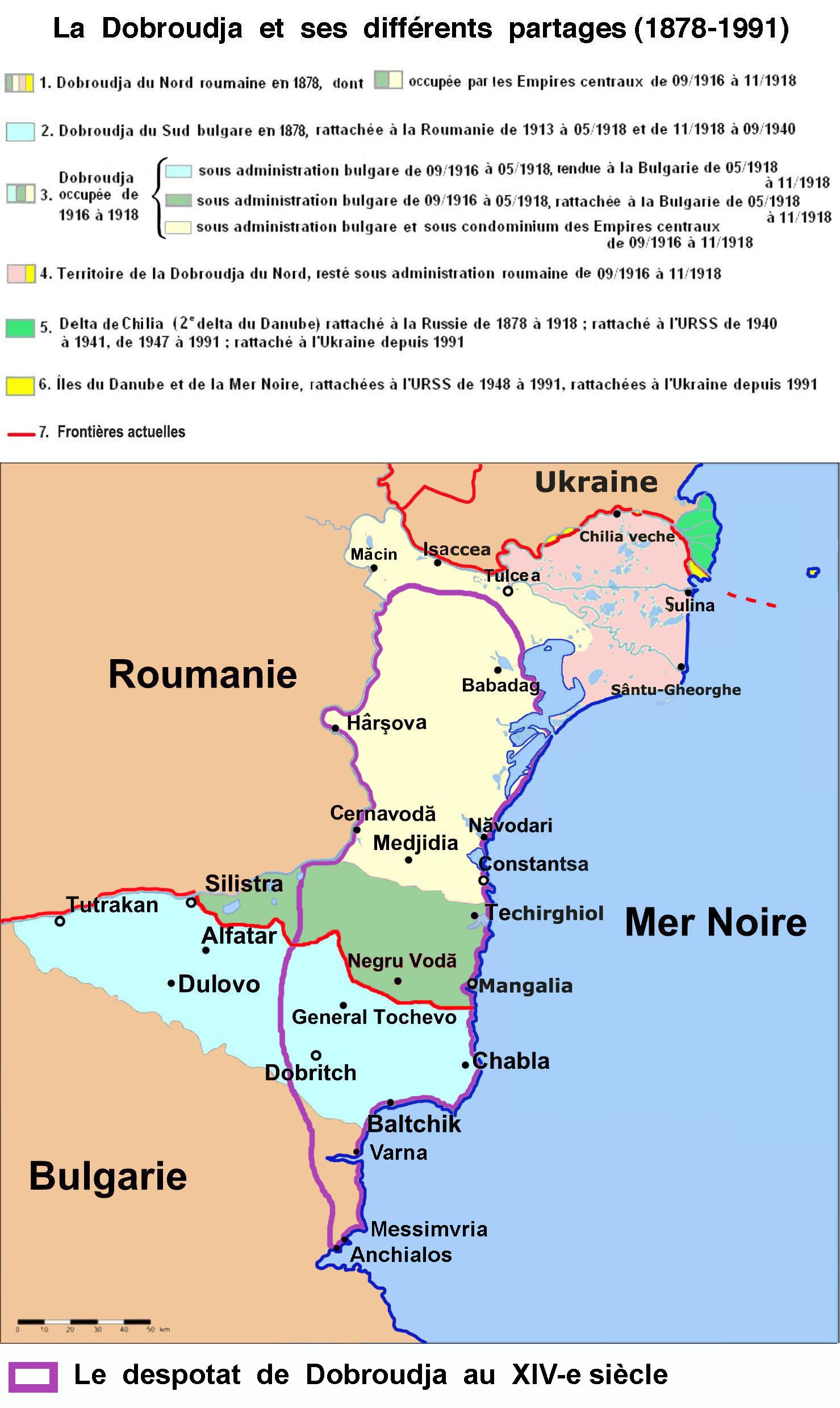
Les partages successifs de la Dobrogée.

Peuplé (selon les chroniques génoises) de Bulgares, de Valaques (Roumains), de « Romées » (Grecs), de Juifs yévaniques (« Romaniotes ») et d’Arméniens (« Hermins »), ce despotat s’étend sur le bas-Danube depuis les bouches du fleuve au cap Hæminos (Emina) au sud de Varna. Les langues les plus parlées y sont le bulgare, le grec et le « valaque ». Les portulans génois le décrivent tantôt comme un despotat grec (« terra graecorum »), tantôt comme une petite Valachie (« Velacia minor »), tantôt comme une troisième Bulgarie (« Bulgaria tertia », les deux autres Bulgaries étant les Tzarats de Vidin et de Tarnovo). Il s’ouvre aux marchands génois qui en assurent la prospérité, lui fournissent nefs et armes, et installent les comptoirs de San Giorgio (Giurgiu, Djurdjevo), Dorostolo (Silistra), Barilla (Brăila, Ibrahil), Caladda (Galați), Licovrissi (Oblucița ou Izmail), Licostomo (Periprava près de Chilia Veche), Constanza (Constanța), Carvouna (Kavarna), Danissa (Baltchik) et Odessa (aujourd’hui Varna ; le nom moderne d’Odessa, en Ukraine, vient bien de là, mais l’Odessa moderne n’a été fondée qu’au XVIIIe siècle).
Entre 1352-1359, la puissance des Tatars de la Horde d'or déclinant, un second despotat apparaît autour des bouches du Danube, gouverné par le prince Demetrios, qui se met sous la protection de la Valachie : dès lors celle-ci étend sa domination sur le Bas-Danube (Galați, actuel Boudjak, Chilia).
En 1357, Dobrotitch perd Messembria (aujourd’hui Nesebăr) et Anhialos (aujourd’hui Pomorié) au profit de l’empereur Jean V Paléologue, mais en 1359, il prend à Demetrios les cités de Vicina et de Chilia dont il expulse les Génois qui ne gardent que le port de Licostomo. Hyacinthe, archevêque de Vicina, passe en Valachie dont il devient le premier métropolite. En 1366, Jean V Paléologue se rend à Budapest et à Rome, chercher des financements pour sa campagne contre la Dobrogée et contre les Turcs ottomans qui ont pris pied en Europe depuis 1354 : il les obtient et assiège Kaliakra, mais est capturé par les assiégés. Dobrotitch apparaît alors comme un allié des Ottomans. Amédée VI de Savoie mène aussitôt campagne contre la Dobrogée avec le soutien génois. Dobrotitch négocie, libère l’empereur byzantin, et en fait son beau-père en mariant sa fille à Michel Paléologue.
En 1369, Dobrotitch s’allie à Vladislav Ier de Valachie pour restaurer le tzar bulgare Ivan Sratsimir sur le trône de Vidin. En 1379, une guerre commerciale oppose devant Constantinople les Génois à une flotte valaque, bulgare et dobrogéenne : l’affaire se conclut par un compromis.
Dobrotitch meurt en 1386 et lègue son trône à son fils Ivanko ou Iancou, alors que les Ottomans ont déjà commencé la conquête des Balkans et l’encerclement de Constantinople. Ivanko fait la paix avec le sultan ottoman Mourad I et signe aussi un traité avec Gênes. Mais en 1388 le grand vizir ottoman Çandarli Ali Pacha attaque à nouveau et Ivanko est tué au combat : la Bulgarie tombe sous la domination turque pour près de cinq siècles, tandis que la Dobrogée passe sous souveraineté valaque pour quelques décennies.

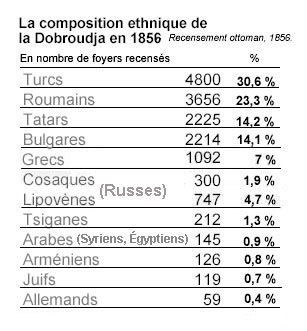
La population de la Dobrogée en 1856.

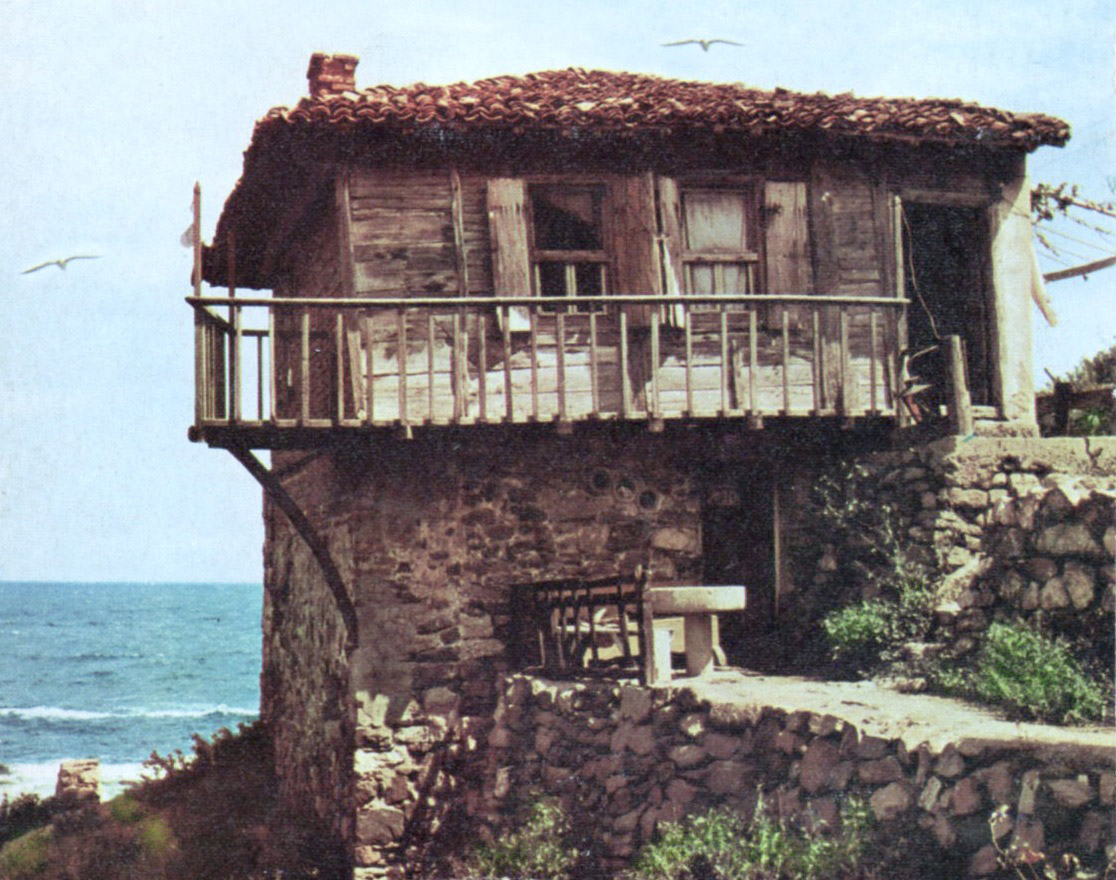
Maison pontique traditionnelle de Dobrogée, soubassement en pierre, étage en bois, tuiles romanes.

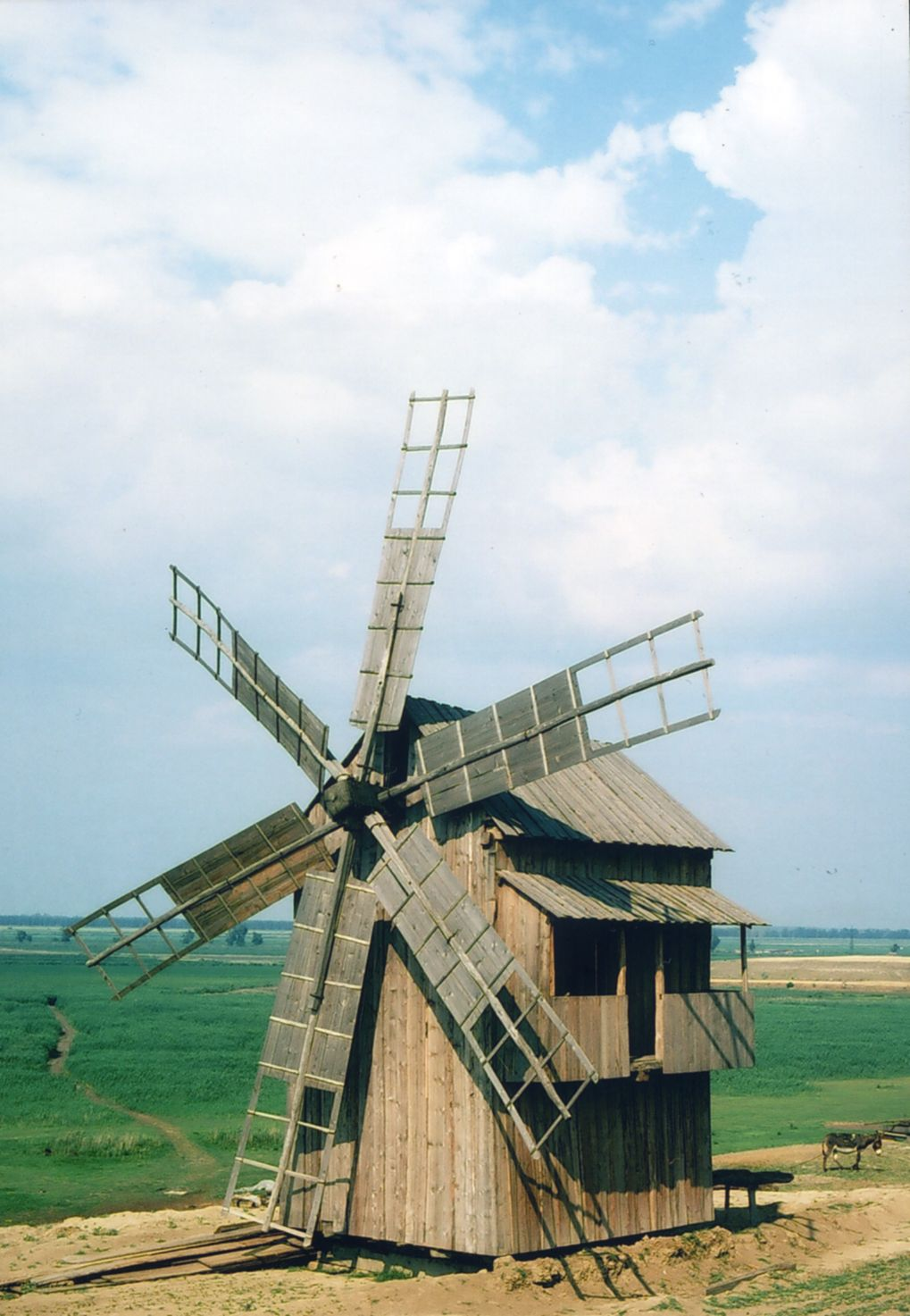
Moulin en bois aux bouches du Danube.

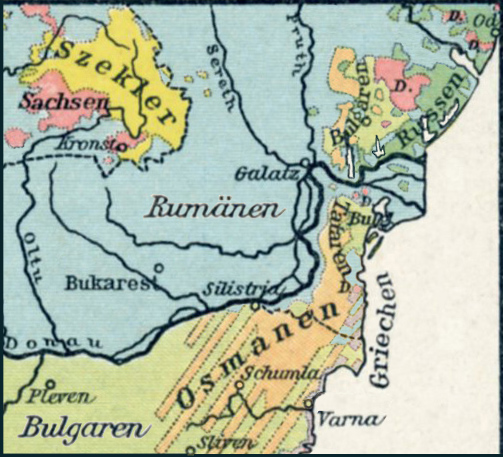
Carte linguistique allemande de 1895 rendant les données du recensement ottoman de 1856.

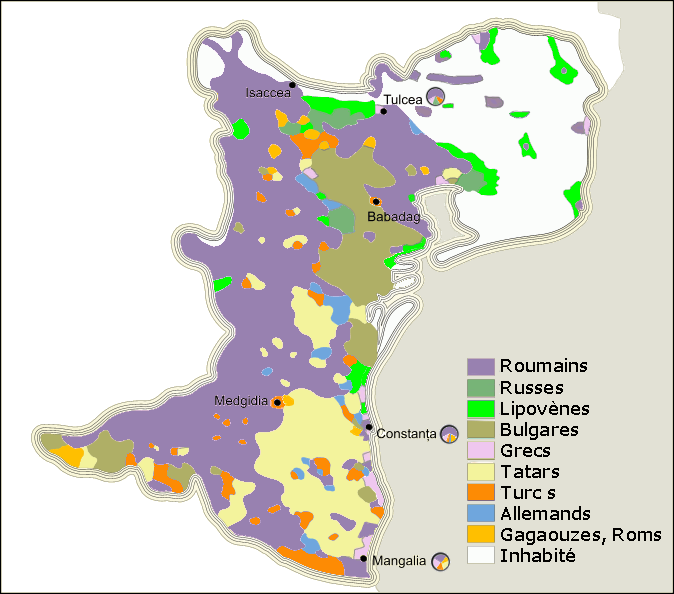
Les langues parlées en Dobrogée roumaine en 1903.

Mais la Valachie à son tour doit plier devant les sultans ottomans qui occuperont la Dobrogée entre 1421 et 1878 en y colonisant de nombreux tatars et turcs musulmans. Après avoir formé durant quelques années une province militaire, la Dobrogée (en turc Dobruca transcrit Dobroudja) est intégrée dans le pachalik de Silistra, une province turque gouvernée par les pachas de Silistra et relevant de l’exarchat Proïlavon du patriarcat œcuménique de Constantinople, administrant les chrétiens des rivages du bas-Danube en aval de Belgrade et de la mer Noire entre Varna et l’estuaire du Dniepr.
Selon le géographe roumain Ion Ionescu de la Brad (en), en 1856 la Dobroudja compte 7 170 foyers musulmans (turcs, tatars, circassiens, arabes) et 8 406 foyers chrétiens dont 3 656 d'origine valaque, 2 214 d'origine bulgare et gagaouze, 1 092 d'origine pontique et 1 047 d'origine russe et lipovène.

### Époque moderne
Lors de la guerre russo-turque de 1877-1878, la Dobrogée est revendiquée tant par la Roumanie que par la Bulgarie, nouvellement indépendantes de l’Empire ottoman. Les deux pays, alors alliés, sont d’accord sur le principe d’un partage, mais Roumains et Bulgares sont mélangés (aux Turcs et aux Tatars) dans toute la Dobrogée : où placer la frontière ? Les Roumains étant plus nombreux au nord et les Bulgares au sud, une commission austro-allemande attribue à la Roumanie les deux tiers nord et à la Bulgarie le tiers sud. La frontière part de la sortie est de la ville bulgare de Silistra et aboutit entre les deux hameaux de pêcheurs grecs et turcs d’Ophidaki (Yilanlik en turc, Vama-Veche aujourd’hui) et de Limanaki (Durankulak en turc : nom actuel, et Mlaștina en roumain) sur la mer Noire.
En 1913 la Roumanie profite des difficultés de la Bulgarie lors de la deuxième guerre balkanique, pour lui arracher la Dobroudja du Sud au premier traité de Bucarest : la Dobrogée devient dès lors une pomme de discorde entre les deux pays. La Bulgarie prend sa revanche aux côtés des Allemands pendant la Première Guerre mondiale, en occupant elle aussi toute la Dobrogée, et en annexant sa moitié sud (jusqu’à une ligne Rasova-Agigea) au second traité de Bucarest. La paix de novembre 1918 la redonna entièrement à la Roumanie, mais l’arbitrage allemand de 1940 remit en vigueur le partage initial de 1878 (accords de Craiova). La frontière de 1878 et de 1940 est aujourd’hui pleinement reconnue par la Roumanie et la Bulgarie, membres de l’Union européenne depuis 2007, qui n’ont plus aucune revendication territoriale l’une sur l’autre. La frontière est désormais ouverte et une commission mixte inter-académique bulgaro-roumaine d’histoire a même été mise en place le 5 juillet 2001 pour combattre les dérives nationalistes et protochronistes dans l’historiographie (notamment scolaire) des deux pays.

## Culture
La Dobrogée a une identité culturelle propre. Par exemple, dans la tradition balkanique populaire des Martenitsi (bulgare : мартеници), Màrtis (grec : Μάρτης) ou Mărțișoare (en roumain), en Dobrogée et seulement là, à l’arrivée des cigognes en mars, les martenitsi/martisoare sont jetés vers le ciel pour que « la chance de l’année soit grande et ailée ». Du point de vue architectural, même si les réalisations modernes de style fonctionnel et international se substituent aujourd’hui aux traditions locales, les constructions dobrogéennes avaient un style pontique encore présent dans les quartiers anciens de Tulcea, Constanța ou Kavarna. Si les habits traditionnels variaient selon les ethnies présentes, en revanche cuisine et musique puisaient à des sources communes, incluant des ingrédients « exotiques » apportés par les marins, comme les amandes, les figues, les olives, les câpres. Parmi les spécificités locales, les aubergines, les poivrons et le poisson jouent un rôle essentiel (on y prépare notamment la tchorba dobrogéenne d’alose pontique ou le filet mariné d’esturgeon). Parmi les pâtisseries, les feuilletés dobrogéens (Добруджанска Плацинда en bulgare, Plăcintă dobrogeană en roumain) et, parmi les vins, les blancs de Balcic et de Murfatlar sont également des spécialités locales. En Dobrogée, où l’influence turque se fait sentir, on prépare aussi l’agneau cuit au lait ou à la broche, le baklava et le halva. Voir aussi : viticulture en Bulgarie, cuisine roumaine et viticulture en Roumanie.
La Dobrogée a, comme d’autres régions côtières, attiré les artistes, et des peintres comme Ivan Aïvazovski, Francisc Șirato ou Nicolae Tonitza y ont fréquemment séjourné et représenté ses paysages.